# 迷鳥
迷鳥（めいちょう、まよいどり）は悪天候などの特殊な事情で本来の生息地ではないところに飛来した鳥のこと。

## 概説
迷鳥はその種が本来は生息・分布していない地域において迷って来たかのようにみられる鳥をいう。群れからはぐれた渡り鳥の個体などが多いが、まれに他の地域の留鳥が迷鳥になることがある。迷鳥かどうかの判断は容易につきにくいことも多い。
迷鳥が確認されると、確認された地域に迷鳥を好むタイプのバードウォッチャーが集中して観察に訪れることがある。石川県舳倉島や長崎県対馬、山口県見島などの日本海の離島は、渡り鳥の中継地点であるため他の鳥の群れに混じるなどして、珍しい迷鳥が観察されるポイントとして有名である。

## 日本での迷鳥例
- アカガシラサギ
- アネハヅル
- アメリカヒレアシシギ
- アメリカホシハジロ
- イエガラス
- イエスズメ
- インドガン
- オオグンカンドリ
- カタシロワシ
- カナダヅル
- カラフトアオアシシギ
- キガシラシトド
- クロウタドリ
- クロハゲワシ
- コスズガモ
- サバクヒタキ
- シジュウカラガン
- シベリアオオハシシギ
- シラガホオジロ
- シロハヤブサ
- ダルマエナガ
- ニシコクマルガラス
- ハイイロペリカン
- ヒメハジロ
- ヒメクビワカモメ
- ミヤマシトド
- ヤドリギツグミ
- ミツユビカワセミ
- ミナミメンフクロウ